# Icarus (film, 2010)
Pour plus de détails, voir Fiche technique et Distribution.
Icarus est un film canadien sorti en 2010, réalisé par Dolph Lundgren. En France, il est présenté comme un téléfilm.

## Synopsis
Un ex-agent du KGB ayant décidé de se faire une nouvelle vie change d'identité. Mais voilà, ses ex-camarades le retrouvent et ne sont pas décidés à perdre leur meilleur agent, quitte à l'éliminer lui et sa famille...

## Fiche technique
- Tire original : Icarus
- Tire québécois : Icarus
- Titre français : Icarus
- Réalisation : Dolph Lundgren
- Scénario : Raul Inglis
- Musique : James Jandrisch
- Direction de la photographie : Marc Windon
- Montage : Jamie Alain
- Décors : Sean Pidgeon	• Jason Randolph • Stu Salter • Kester Svendson	• John Tiffen
- Costumes : Allisa Swanson
- Producteurs : Kirk Shaw
- Sociétés de production : CineTel Films • Icarus BC Productions • Insight Film Studios
- Sociétés de distribution : CineTel Films • Movie Central Network (TV au Canada) • VVS Films (vidéo au Canada)
- Pays :  Canada
- Langue : Anglais
- Genre : Film d'action
- Format : Couleur • 35 mm • 2,35:1
- Dates de sortie : 
  -  Canada : 9 février 2010 (première diffusion TV) et 14 septembre 2010 (première DVD)
  -  Suisse : 19 mars 2010 (première DVD en Suisse alémanique)
  -  France : 6 mai 2010 (première DVD)
- Durée : 88 minutes

## Distribution
- Dolph Lundgren (VF : Mathieu Rivolier) : Edward Genn / Icarus
- Stefanie von Pfetten (VF : Laurence Dourlens) : Joey
- Samantha Ferris (VF : Pauline Brunel) : Kerr
- Bo Svenson (VF : Stéphane Roux) : Vadim
- David Lewis (VF : Fabien Briche) : M. Graham
- Lindsay Maxwell (VF : Sybille Tureau) : April
- Dan Payne (VF : Thierry Kazazian) : Dave
- Monique Ganderton (en) (VF : Hélène Bizot) : Kim
- John Tench (VF : Emmanuel Karsen) : Serge
- Katelyn Mager : Taylor
- Slavi Slavov (VF : Éric Peter) : Oleg
- Stephen Chang : John

Version Française : VF Productions / Direction Artistique : Thierry Kazazian / Source : carton de doublage.